# فوغيو تامورا
فوغيو تامورا (باليابانية: 田村藤夫؛ بالكانا: たむら ふじお) هو لاعب كرة قاعدة ياباني، ولد في 24 أكتوبر 1959 في ناراشينو في اليابان.

## وصلات خارجية
- فوغيو تامورا على موقع الدوري الياباني لكرة القاعدة (الإنجليزية)
- فوغيو تامورا على موقعبيزبول رفرنس.كوم (الدوري الثانوي) (الإنجليزية)